# 千葉寺站
千葉寺站（日语：／ Chibadera eki */?）位於日本千葉縣千葉市中央區千葉寺町，是京成電鐵千原線的鐵路車站。車站編號是KS61。

## 年表
- 1992年（平成4年）4月1日 - 車站啟用，當時車站由千葉急行電鐵經營[1]。
- 1998年（平成10年）10月1日 - 千原線路線經營權轉交京成電鐵，車站改由京成電鐵經營。

## 車站構造
本站為單式月台1面1線高架車站。已保留未來擴建成相對式月台2面2線的用地，以及增建高架橋及延伸月台的空間。
| 月台 | 路線       | 方向       | 目的地                                      |            |
| ---- | ---------- | ---------- | ------------------------------------------- | ---------- |
| 1    | （未使用） | （未使用） | （未使用）                                  | （未使用） |
| 2    | 千原線     | 上行       | 千葉中央、船橋、上野、 成田機場、松戶線方向 |            |
| 2    | 千原線     | 下行       | 大森台、千原台方向                          |            |

- 開業時上下線共用2號線月台（1號線未使用），2010年代將舊2號線改為「1號線」。

- 車站資訊記有現在列車未直通的「成田機場」。

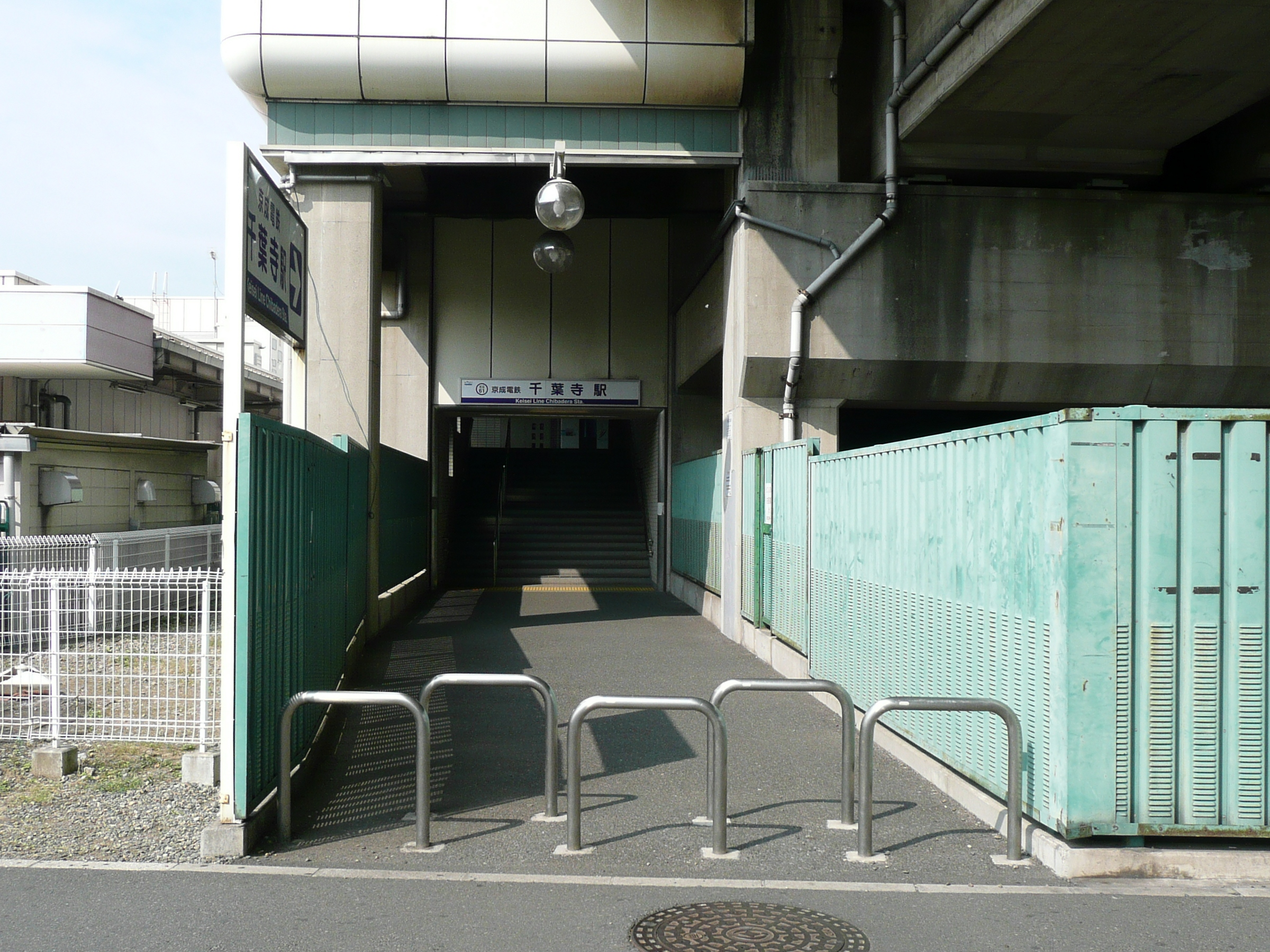
蘇我側出入口（2011年10月）
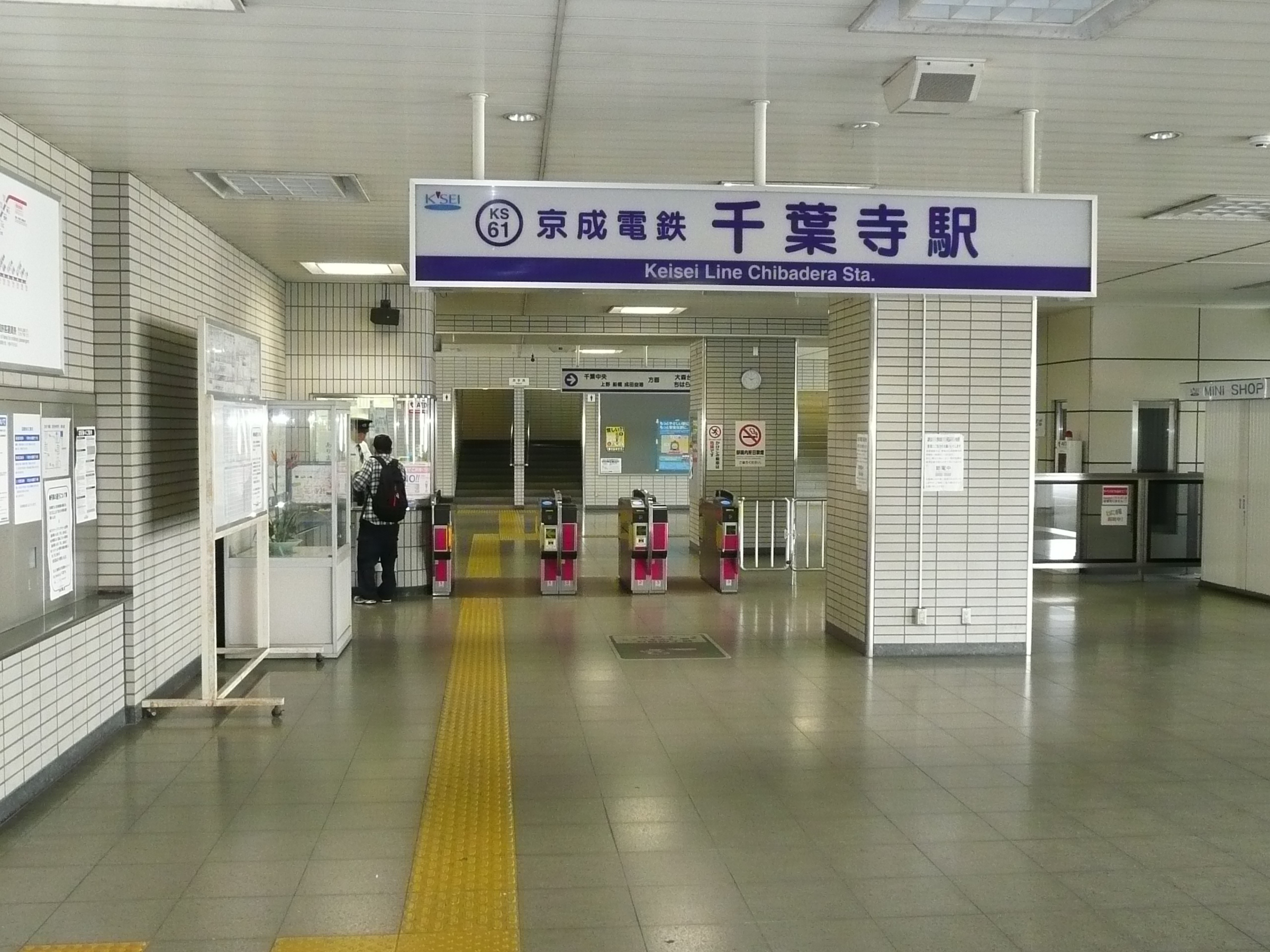
檢票口（2011年10月）
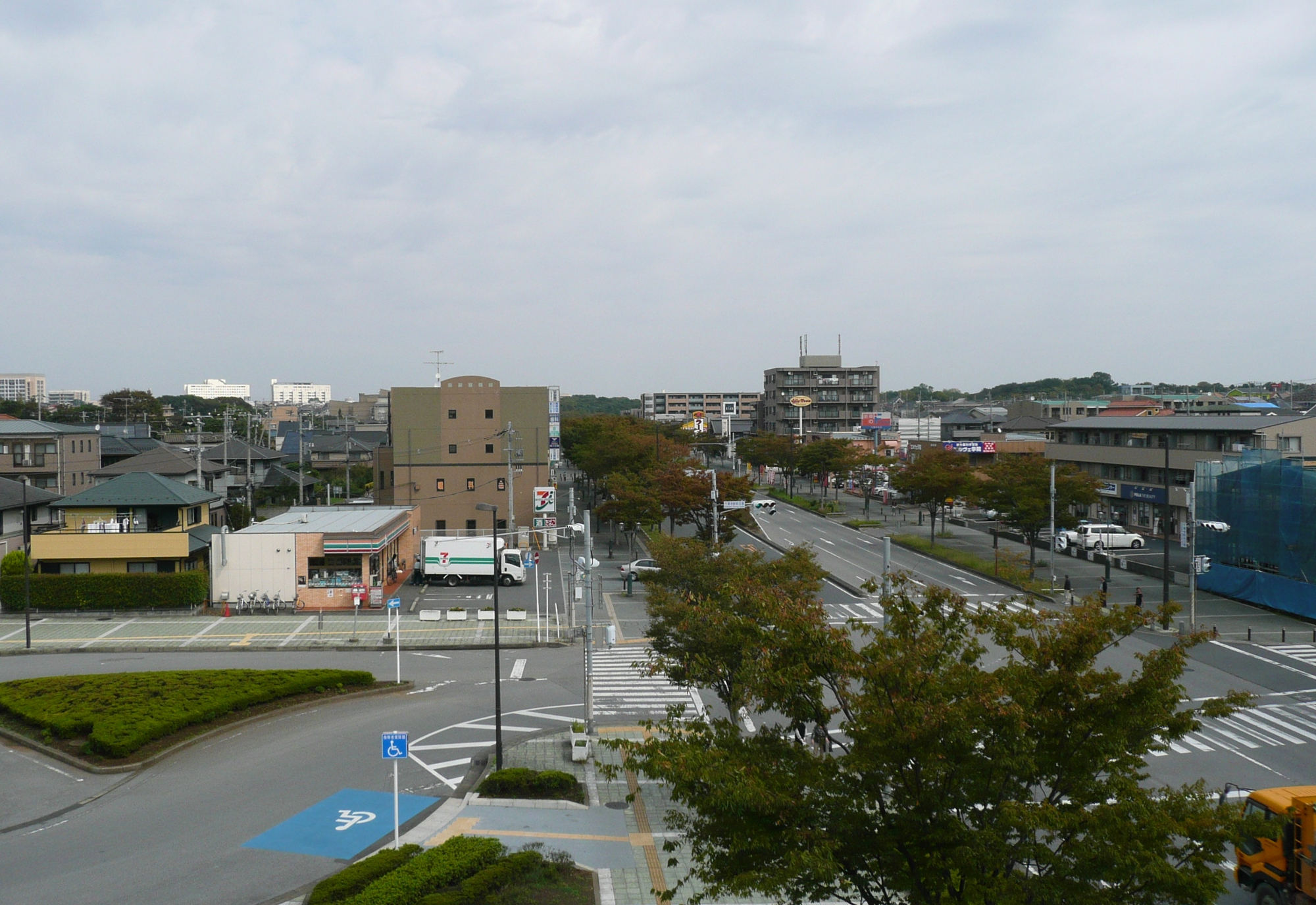
車站周邊（2011年10月）

## 使用情況
- 京成電鐵 - 2016年度1日平均上下車人次為4,747人[利用客数 1]。
京成線全部69個車站當中排行第55位。

近年1日平均上下車、上車人次推移如下表。
| 年度               | 1日平均 上下車人次 | 1日平均 上車人次 | 來源              |
| ------------------ | ------------------ | ---------------- | ----------------- |
| 1992年（平成04年） |                    | 439              | [ 千葉県統計 1 ]  |
| 1993年（平成05年） |                    | 655              | [ 千葉県統計 2 ]  |
| 1994年（平成06年） |                    | 735              | [ 千葉県統計 3 ]  |
| 1995年（平成07年） |                    | 869              | [ 千葉県統計 4 ]  |
| 1996年（平成08年） |                    | 930              | [ 千葉県統計 5 ]  |
| 1997年（平成09年） |                    | 992              | [ 千葉県統計 6 ]  |
| 1998年（平成10年） |                    | 1,063            | [ 千葉県統計 7 ]  |
| 1999年（平成11年） |                    | 1,078            | [ 千葉県統計 8 ]  |
| 2000年（平成12年） |                    | 1,239            | [ 千葉県統計 9 ]  |
| 2001年（平成13年） |                    | 1,447            | [ 千葉県統計 10 ] |
| 2002年（平成14年） | 2,965              | 1,522            | [ 千葉県統計 11 ] |
| 2003年（平成15年） | 3,166              | 1,619            | [ 千葉県統計 12 ] |
| 2004年（平成16年） | 3,424              | 1,704            | [ 千葉県統計 13 ] |
| 2005年（平成17年） | 3,439              | 1,714            | [ 千葉県統計 14 ] |
| 2006年（平成18年） | 3,479              | 1,729            | [ 千葉県統計 15 ] |
| 2007年（平成19年） | 3,640              | 1,805            | [ 千葉県統計 16 ] |
| 2008年（平成20年） | 3,838              | 1,903            | [ 千葉県統計 17 ] |
| 2009年（平成21年） | 3,931              | 1,951            | [ 千葉県統計 18 ] |
| 2010年（平成22年） | 3,959              | 1,963            | [ 千葉県統計 19 ] |
| 2011年（平成23年） | 3,994              | 1,985            | [ 千葉県統計 20 ] |
| 2012年（平成24年） | 4,162              | 2,067            | [ 千葉県統計 21 ] |
| 2013年（平成25年） | 4,362              | 2,171            | [ 千葉県統計 22 ] |
| 2014年（平成26年） | 4,551              | 2,278            | [ 千葉県統計 23 ] |
| 2015年（平成27年） | 4,713              | 2,362            |                   |
| 2016年（平成28年） | 4,747              |                  |                   |

備註
1. ↑  1992年4月1日開業。

## 車站周邊
- 千葉寺（日语：千葉寺）（せんようじ） - 坂東三十三觀音靈場29番札所
- 縣立青葉之森公園（日语：青葉の森公園）
- 千葉市Harmony Plaza
- 千葉寺町郵局
- 千葉宮崎郵局
- 東日本旅客鐵道（JR東日本）蘇我站（外房線、內房線、京葉線） - 與本站未設定聯程機票。
- HARBOR CITY蘇我（日语：ハーバーシティ蘇我） - 本站有至Ario蘇我（日语：アリオ蘇我）街區的免費接駁巴士。
- 山田電機Tecc Land New蘇我本店
- 伊藤洋華堂
- 肉之萬世（日语：肉の万世）千葉蘇我店
- 複合商業設施Forute蘇我
- TOPMART蘇我店（日语：トップマート）
- TOPMART末廣店

## 巴士路線
| 乘車處       | 系統 | 主要行經地                | 目的地       | 運行公司              | 備註 |
| ------------ | ---- | ------------------------- | ------------ | --------------------- | ---- |
| 千葉寺站     |      | Harmony Plaza、中央博物館 | 千葉大學醫院 | 小湊鐵道 千葉中央巴士 |      |
| 千葉寺站     |      | 宮崎一丁目                | 蘇我站東口   | 小湊鐵道 千葉中央巴士 |      |
| 千葉寺站入口 |      | 千葉寺、縣廳前            | 千葉站       | 小湊鐵道              |      |
| 千葉寺站入口 |      | 宮崎一丁目、蘇我醫院前    | 大巖寺       | 小湊鐵道              |      |

## 其他
千葉都市單軌電車1號線要從縣廳站前延伸時，原先計畫連接本站。但因經費問題修改路線，之後放棄。

## 相鄰車站
京成電鐵
 千原線
千葉中央（KS60）－千葉寺（KS61）－大森台（KS62）

## 外部連結
- 千葉寺｜電車與車站資訊｜京成電鐵
- 千葉寺站PDF - 京成電鐵